# Macroxystra epaeneta
Macroxystra epaeneta là một loài bướm đêm trong họ Geometridae.